# Мариано, Селия
Селия Мариано-Померой (исп. Celia Mariano Pomeroy, 18 июня 1915, Манила — 22 августа 2009, Лондон) — филиппинская революционерка, участница национально-освободительной борьбы против японской колонизации и североамериканского неоколониализма, затем — правозащитник. Почётный член политбюро Коммунистической партии Филиппин. Жена Уильяма Помероя.
Фил Окс посвятил ей свою песню «Celia».